# Vojvož
Vojvož (in lingua russa Войвож) è un insediamento di tipo urbano di 1 743 abitanti situato in Russia, nella Repubblica dei Komi, nel distretto Sosnogorsk.
Si trova 112 km a sud-est della stazione ferroviaria di Uchta.